# David Hildyard
David Beart Hildyard (Londres, 15 de mayo de 1916 – Jičín, 19 de febrero de 2008) fue un ingeniero de sonido para cine británico. Consiguió dos Premios Óscar en la categoría de mejor sonido. Su hermano, Jack Hildyard, fue un director de fotografía que trabajó en más de 80 películas durante su carrera.

## Filmografía parcial
- Buenos días, tristeza (Bonjour tristesse) (1958)
- Salomón y la reina de Saba (Solomon and Sheba) (1959)
- 55 días en Pekín (55 Days at Peking) (1963)
- La caída del Imperio romano (The Fall of the Roman Empire) (1964)
- El fabuloso mundo del circo (Circus World) (1964)
- La mujer indomable (The Taming of the Shrew) (1967)
- Mujeres en Venecia (The Honey Pot) (1967)
- Barbarella (1968)
- El violinista en el tejado (Fiddler on the Roof) (1971)
- Cabaret (1972)
- El hombre de La Mancha (Man of La Mancha) (1972)
- La cruz de hierro (Cross of Iron) (1977)
- Yentl (1983)
- Ojos de fuego (Firestarter) (1984)
- La colina de la hamburguesa (Hamburger Hill) (1987)

## Premios y distinciones
Premios Óscar
| Año  | Categoría    | Película                   | Resultado |
| ---- | ------------ | -------------------------- | --------- |
| 1972 | Mejor sonido | El violinista en el tejado | Ganador   |
| 1973 | Mejor sonido | Cabaret                    | Ganador   |